# Pseudopanurgus verticalis
Pseudopanurgus verticalis är en biart som beskrevs av Timberlake 1967. Pseudopanurgus verticalis ingår i släktet Pseudopanurgus och familjen grävbin. Inga underarter finns listade i Catalogue of Life.